# Mitophis pyrites
Mitophis pyrites — вид змій родини струнких сліпунів (Leptotyphlopidae). Ендемік острова Гаїті.

## Поширення і екологія
Mitophis pyrites мешкають в долині Валле-де-Нейба на кордоні Гаїті і Домініканської Республіки. Вони живуть в сухих акацієвих лісах та на кавових плантаціях, на висоті від 39 до 378 м над рівнем моря.

## Збереження
МСОП класифікує цей вид як такий, що перебуває під загрозою зникнення. Mitophis pyrites загрожує знищення природного середовища.